# Cantone di Saint-Pardoux-la-Rivière
Il Cantone di Saint-Pardoux-la-Rivière era una divisione amministrativa dell'arrondissement di Nontron.
A seguito della riforma approvata con decreto del 21 febbraio 2014, che ha avuto attuazione dopo le elezioni dipartimentali del 2015, è stato soppresso.

## Composizione
Comprendeva i comuni di:
- Champs-Romain
- Firbeix
- Mialet
- Milhac-de-Nontron
- Saint-Front-la-Rivière
- Saint-Pardoux-la-Rivière
- Saint-Saud-Lacoussière